# Кевін Мускат
Кевін Мускат (англ. Kevin Muscat, нар. 7 серпня 1973, Кроулі) — австралійський футболіст мальтійського походження, що грав на позиції захисника. По завершенні ігрової кар'єри — тренер. З 2023 року очолює тренерський штаб китайського клубу «Шанхай Порт».
Виступав, зокрема, за «Вулвергемптон», «Рейнджерс» та «Мельбурн Вікторі», а також національну збірну Австралії.

## Клубна кар'єра
Народився 7 серпня 1973 року в місті Кралей. З 1989 року виступав у Національній футбольній лізі, вищому на той момент дивізіоні Австралії, граючи за клуби «Саншайн Джордж Кросс», «Гайдельберг Юнайтед» та «Саут Мельбурн».

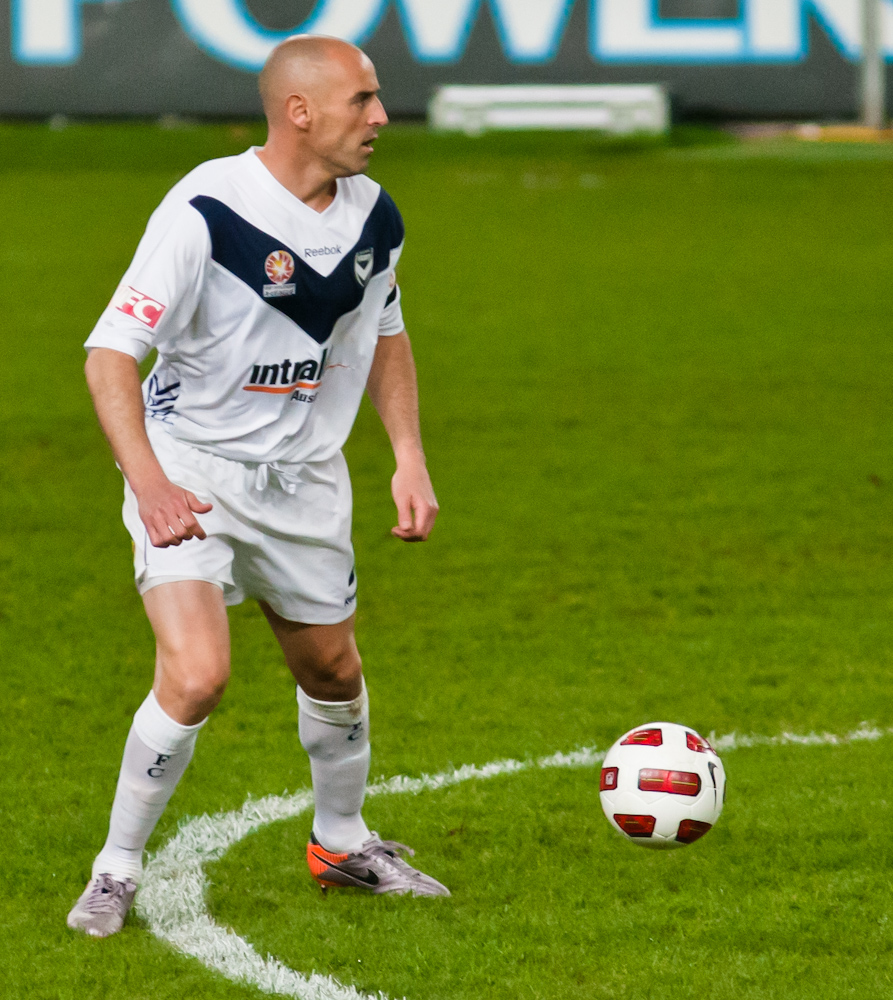
Кевін Мускат під час виступів за «Мельбурн Вікторі». 2010 рік.

У 1995 році інтерес до Кевіна виявляв англійський «Шеффілд Юнайтед», але футболіст вирішив залишитися в Австралії. Влітку 1996 року Мускат зважився на перехід і підписав угоду з англійським «Крістал Пелес». Сума трансферу склала 35 тис. фунтів. В першому ж сезоні він допоміг «орлам» вийти в Прем'єр-лігу, перемігши «Шеффілд Юнайтед» у фіналі плей-оф 1997 року на «Вемблі», і став одним з лідерів команди. З першого ж сезону в Англії Мускат зарекомендував себе, як вкрай жорсткий і грубий захисник. У різні роки від його грубої манери гри постраждало безліч футболістів, включаючи таких відомих, як Крістоф Дюгаррі, Ешлі Янг, Мілан Барош, Джейсон Куліна і Крейг Белламі.
У жовтня 1997 року Кевін перейшов у «Вулвергемптон Вондерерз». Сума трансферу склала 200 тис.фунтів. У складі «вовків» він провів понад 200 матчів за п'ять сезонів у другому за рівним дивізіоні Англії. Після цього у липні 2002 році Мускат на правах вільного агента перейшов у шотландський «Рейнджерс». Через свою буйну вдачу він жодного разу не потрапив в заявку на Дербі Старої фірми, тим не менш виграв з клубом у сезоні 2002/03 «золотий требл» — чемпіонат, кубок та кубок ліги.
У 2003 році Кевін перейшов у «Міллволл». Він швидко став одним з лідерів клубу і був призначений капітаном команди. У 2004 році Мускат допоміг «Міллволл» вперше в своїй історії вийти у фінал Кубка Англії, хоча і не взяв участі у фінальному матчі проти «Манчестер Юнайтед» через травму.
У 2005 році Кевін повернувся на батьківщину, підписавши угоду з «Мельбурн Вікторі». З новим клубом він двічі виграв А-Лігу. Протягом усіх 6 сезонів Мускат був капітаном команди і провів за «Вікторі» понад 150 матчів.
У 2011 році він повернувся в «Саншайн Джордж Кросс», де і завершив кар'єру після закінчення сезону. За професійну кар'єру, яка тривала 19 років з 1992 по 2011 рік, Мускат отримав 123 жовті картки та 12 червоних.
У грудні 2013 року іспанський футбольний вебсайт El Gol Digital назвав Муската найбруднішим гравцем у футболі.

## Виступи за збірні
1989 року дебютував у складі юнацької збірної Австралії (U-17).
Протягом 1991—1993 років залучався до складу молодіжної збірної Австралії, з якою був учасником молодіжних чемпіонатів світу 1991 та 1993 років, а з командою до 23 років брав участь у Олімпійських іграх 1996 року в Атланті, де зіграв у всіх трьох матчах, але його команда не вийшла з групи.
У вересні 1994 року дебютував в офіційних іграх у складі національної збірної Австралії в товариському матчі проти збірної Кувейту.
У складі збірної був учасником Кубка конфедерацій 1997 року у Саудівській Аравії. На турнірі він зіграв у поєдинках проти збірних Уругваю і Бразилії і допоміг команді зайняти друге місце.
У 2001 році Мускат вдруге взяв участь у розіграші Кубка конфедерацій 2001 року в Японії і Південній Кореї. Цього разу Кевін зіграв чотири матчі і здобув з командою бронзу. У 2000 і 2004 роках Кевін ставав володарем Кубка націй ОФК.
У 2005 році він втретє взяв участь у Кубку конфедерацій 2005 року у Німеччині. На турнірі він зіграв у двох матчах, а його команда не вийшла в плей-оф. Всього протягом кар'єри у національній команді, яка тривала 13 років, провів у її формі 51 матч, забивши 10 голів.

## Кар'єра тренера
Останні два роки своєї ігрової кар'єри Мускат виконував функції помічника тренера Ерні Мерріка в «Мельбурн Вікторі». Коли 2011 року той покинув клуб, Мускат залишився у штабі його наступників, Мехмета Дураковича та Анге Постекоглу. 31 жовтня 2013 року Мускат був призначений головним тренером клубу. З командою у 2014 та 2018 роках Мускат ставав переможцем А-ліги, а 2015 року виграв Кубок Австралії. У травні 2019 року покинув клуб.
Протягом частини 2020 року працював у Бельгії, тренуючи «Сінт-Трейден». А влітку 2021 року очолив японську команду «Йокогама Ф. Марінос».

## Титули і досягнення

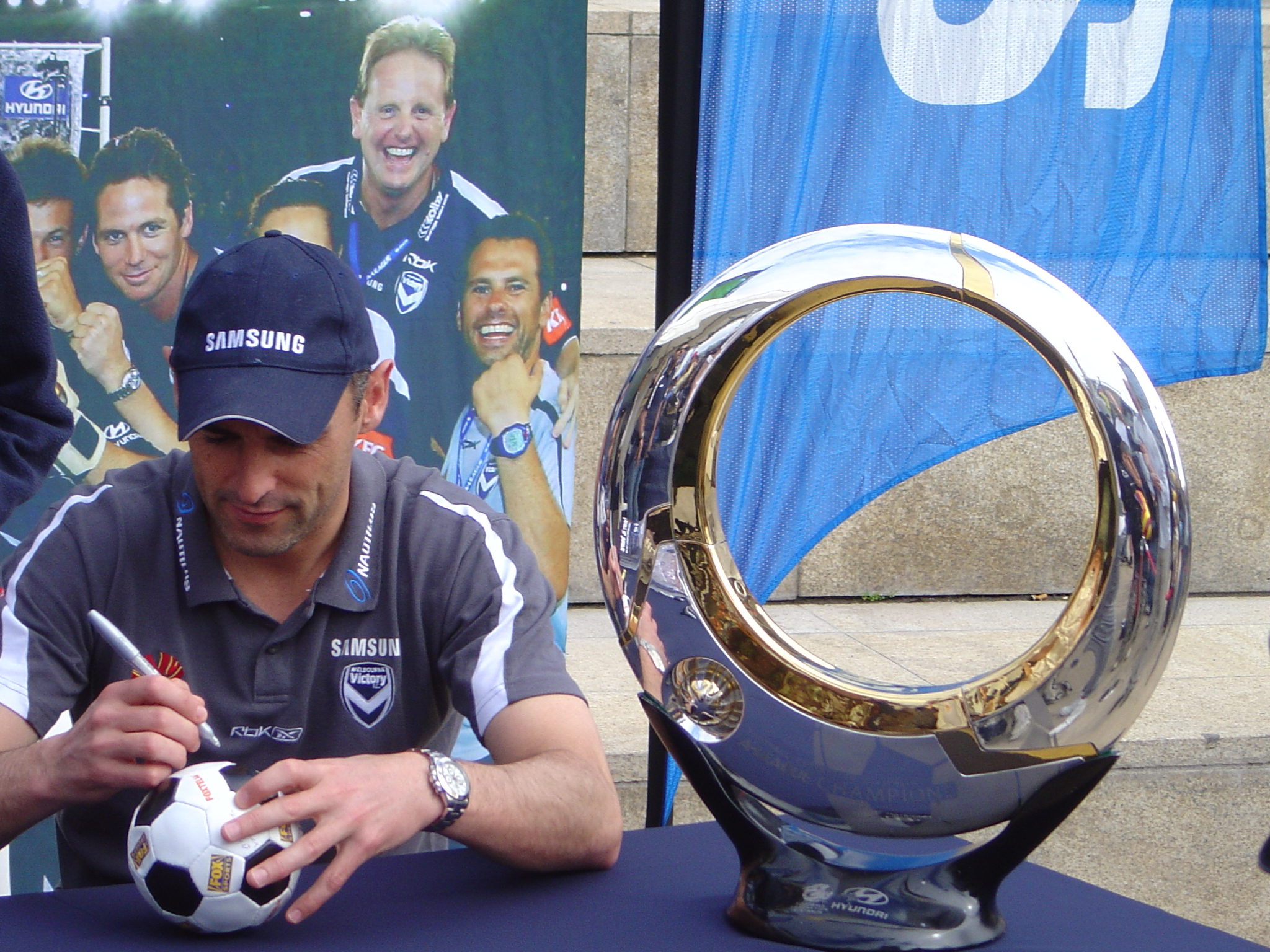
Мускат в 2007 році поруч з трофеєм чемпіонату А-ліги 2006/07

### Як гравця

#### «Рейнджерс»
- чемпіон Шотландії: 2002/03
- Володар Кубка Шотландії: 2002/03
- Володар Кубка шотландської ліги: 2002/03

#### «Міллволл»
- Фіналіст Кубка Англії: 2003/04

#### «Мельбурн Вікторі»
- чемпіон Австралії (2): 2006/07, 2008/09

#### Австралія
- Переможець Молодіжного чемпіонату ОФК: 1990
- Володар Кубка націй ОФК (2): 2000, 2004
- Фіналіст Кубка конфедерацій: 1997
- Бронзовий призер Кубка конфедерацій: 2001

### Як тренера

#### «Мельбурн Вікторі»
- Переможець регулярного чемпіонату A-Ліги: 2014–15
- Переможець плей-оф A-Ліги: 2014–15, 2017–18
- Володар Кубка Австралії: 2015

#### «Йокогама Ф. Марінос»
- Чемпіон Японії: 2022
- Володар Суперкубка Японії: 2023

#### «Шанхай Порт»
- Чемпіон Китаю: 2023, 2024
- Володар Кубка Китаю: 2024

### Особисті
- Тренер року в А-Лізі: 2014-15